# House of Fraser
House of Fraser Ltd. – brytyjska sieć domów towarowych sprzedających odzież, kosmetyki, sprzęt RTV i AGD oraz meble. Siedziba przedsiębiorstwa mieści się w Glasgow.
Początki przedsiębiorstwa sięgają 1849 roku, gdy Hugh Fraser i James Arthur otworzyli w Glasgow sklep z tekstyliami, noszący nazwę Arthur & Fraser. W 1948 roku spółka, posiadająca wówczas 16 obiektów handlowych na terenie Szkocji weszła na giełdę London Stock Exchange. W 1951 roku przejęła sieć domów towarowych McDonalds Ltd., a wraz z nią pierwszy sklep na terenie Anglii, w Harrogate. W 1959 roku House of Fraser stała się właścicielem londyńskiego domu towarowego Harrods. W 1985 roku spółka została zakupiona przez rodzinę Al-Fayed za cenę 615 mln funtów i wycofana z giełdy. W 1994 roku House of Fraser ponownie stał się spółką akcyjną (Harrods pozostał prywatną własnością rodziny Al-Fayed). W 2005 roku House of Fraser nabył sieci handlowe Beatties oraz Jenners. W 2006 roku przedsiębiorstwo zostało zakupione przez islandzką grupę inwestycyjną Baugur.
W 2012 roku do House of Fraser należało 60 domów towarowych oraz 3 mniejsze sklepy na terenie Wielkiej Brytanii i Irlandii, w tym 7 działających pod marką Beatties a 2 pod marką Jenners. Największym obiektem należącym do sieci jest otwarty w 2008 roku sklep w Belfaście, w centrum handlowym Victoria Square.